# Aconitum chasmanthum
Aconitum chasmanthum là một loài thực vật có hoa trong họ Mao lương. Loài này được Stapf ex Holmes mô tả khoa học đầu tiên năm 1903.